# Platygaster marylandica
Platygaster marylandica är en stekelart som beskrevs av Fouts 1924. Platygaster marylandica ingår i släktet Platygaster och familjen gallmyggesteklar. Inga underarter finns listade i Catalogue of Life.